# Ryczówek
Ryczówek – wieś w Polsce położona w województwie małopolskim, w powiecie olkuskim, w gminie Klucze.
| SIMC    | Nazwa      | Rodzaj    |
| ------- | ---------- | --------- |
| 0215249 | Kąty       | część wsi |
| 0215255 | Laski      | część wsi |
| 0215261 | Pod Lasem  | część wsi |
| 0215278 | Rzeka      | część wsi |
| 0215284 | Świniuszka | część wsi |
| 0215290 | Godawica   | część wsi |

W Królestwie Polskim miejscowość była siedzibą gminy Ryczówek. W latach 1975–1998 miejscowość administracyjnie należała do województwa katowickiego.